# Sphenomorphus latifasciatus
Sphenomorphus latifasciatus — вид сцинкоподібних ящірок родини сцинкових (Scincidae). Мешкає в Індонезії і Папуа Новій Гвінеї.

## Поширення і екологія
Sphenomorphus latifasciatus мешкають на північному узбережжі Нової Гвінеї, зокрема на півостровах Чендравасіх і Бомберай. Вони живуть у вологих рівнинних тропічних лісах, на висоті до 1000 м над рівнем моря.